# 持続可能な地域社会をつくる日本の環境首都コンテスト
持続可能な地域社会をつくる日本の環境首都コンテスト（じぞくかのうなちいきしゃかいをつくるにほんのかんきょうしゅとコンテスト 略称 日本の環境首都コンテスト）は日本の市町村のなかから、自然保護や環境保護の分野において優れた行政活動を行なっている自治体を選出するコンテスト。13の環境NGO団体が主催している。
ドイツで1989年から1998年まで9回にわたって開催されたドイツ連邦「自然・環境保護の連邦首都」コンテストの事例を範としながら、日本の風土に即した独自の評価方針を織り込み、2001年度より2010年度まで毎年開催された。

## 概要
全国の13の環境NGOが共同で結成した「環境首都コンテスト全国ネットワーク」（主幹事団体 特定非営利活動法人 環境市民）がコンテストを主催。自治体における環境行政への取り組みを評価し、優れた環境施策を実施している自治体を表彰する一方、環境行政に関する情報交換の機会を創出するなど、環境問題に取り組む自治体への支援活動を行なっている。

## コンテストの実施方法
参加自治体へ15項目約90問から構成される質問票が送付され、参加自治体は質問票の質問にしたがって、自らの取り組みの内容を回答。回答自治体に対して主催者によるヒアリングが行われ、回答を完成させていく。その後、回答内容はコンテスト主催者があらかじめ設定した基準によって評価され、得点が算出される。毎年3月に集計結果が発表され、総合第1位を獲得した自治体で表彰式が開催されている。

## 「環境首都」の条件
主催者が設定した条件は下記の4つである。
1. 総合で第1位であること
2. 総合点が満点の70%以上であること
3. 15項目中、3項目以上が満点の90%以上の点数を得ていること
4. 15項目中、満点の50%以下の点数の項目が3項目以下であること
- 2010年度に熊本県水俣市が、コンテスト始まって以来初めて、日本の環境首都の条件をすべて満たして環境首都の称号が与えられた。

## 環境首都コンテスト歴代総合1位
コンテストでは、自治体の環境施策について包括的な調査が行なわれ、集計ポイントの高い自治体の順位が公表されている。自治体間に競い合いの意識を喚起しながら、環境行政の総合的な進展を加速することをめざしている。
これまでのコンテストで総合1位を獲得した自治体は以下のとおり。
2001年度：愛知県名古屋市　
2002年度：福岡県福岡市
2003年度：岐阜県多治見市
2004年度：熊本県水俣市
2005年度：熊本県水俣市
2006年度：福岡県北九州市
2007年度：福岡県北九州市
2008年度：熊本県水俣市
2009年度：熊本県水俣市
2010年度：熊本県水俣市が、コンテスト始まって以来初めて、日本の環境首都の条件をすべて満たした。

### 「環境首都コンテスト全国ネットワーク」構成団体
- 環境エネルギー政策研究所
- 国際環境NGO FoE Japan
- ふるさと環境市民
- かながわ環境教育研究会 - archive.today（2013年4月27日アーカイブ分）
- やまなしエコネットワーク
- 中部リサイクル運動市民の会
- 環境市民
- 環境市民 東海事務所
- 未来の子
- くらしを見つめる会
- 環境ネットワークくまもと
- プラス・エコ - archive.today（2013年4月27日アーカイブ分）
- 環境ネットワークながさき塾